# 리스본 대성당
리스본 대성당 또는 리스본 주교좌 성당은 포르투갈의 리스본에 있는 로마 가톨릭교회의 대성당이다. 현재 리스본 대주교좌가 자리 잡고 있다. 대성당은 1147년 공사를 시작한 이래, 수차례에 걸쳐 수정이 되었으며 여러 차례의 지진에도 견뎌냈다. 오늘날 리스본 대성당은 여러 가지 양식이 복합적으로 어우러진 형태를 하고 있다.